# 苏里 (导演)
苏里（1919年—2005年5月2日），原名夏传尧，男，安徽当涂人，中国电影演员、导演，曾任长春电影制片厂副厂长，中国电影家协会理事，第四届全国人大代表。